# Ectenopsis victoriensis
Ectenopsis victoriensis är en tvåvingeart som beskrevs av Ferguson 1921. Ectenopsis victoriensis ingår i släktet Ectenopsis och familjen bromsar. Inga underarter finns listade i Catalogue of Life.